# Bolo chorley

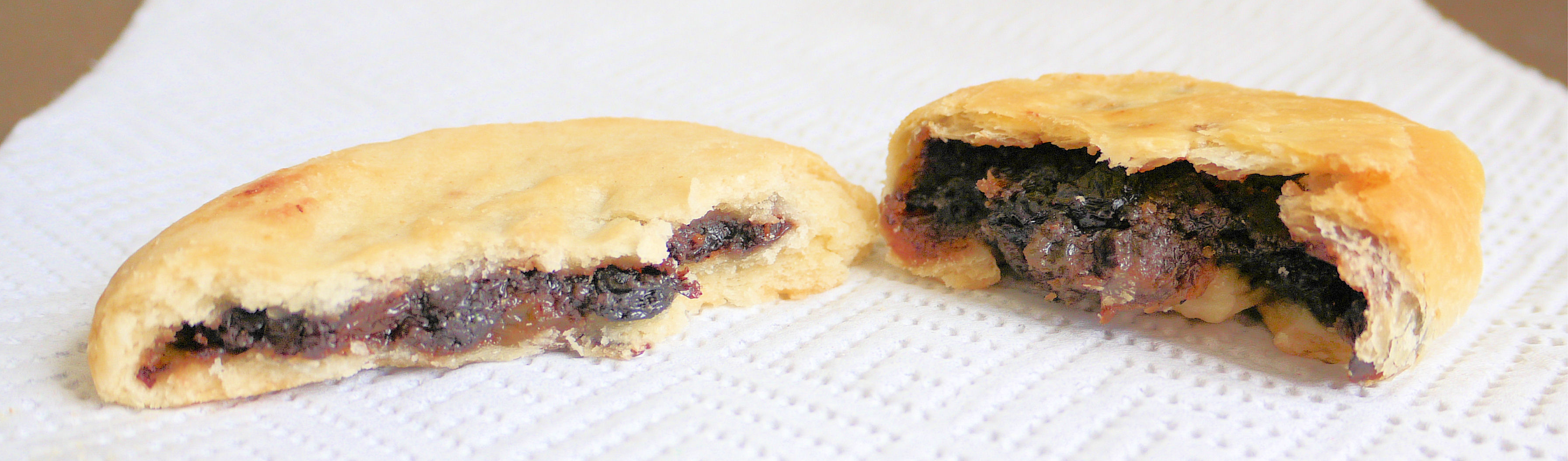
Um bolo Chorley (esquerda) e um bolo Eccles (direita)

O bolo chorley (em inglês:  cake chorley) de massa achatados e recheados com frutas, tradicionalmente associados à cidade de Chorley em Lancashire, Inglaterra. Eles são um parente próximo do bolo Eccles mais conhecido, mas têm algumas diferenças significativas. O bolo Chorley é significativamente menos doce do que seu primo Eccles, e é comumente comido com uma leve camada de manteiga por cima e, às vezes, uma fatia de queijo Lancashire ao lado.
Um bolo Chorley é feito com groselhas, imprensadas entre duas camadas de massa quebrada sem açúcar, enquanto um bolo Eccles usa massa folhada escamosa, que após o cozimento é normalmente de cor marrom mais profunda.
A outra diferença é que as groselhas no bolo Eccles são frequentemente concentradas juntas no meio, enquanto no bolo Chorley a fruta geralmente é distribuída uniformemente. Não é incomum ver um pouco de açúcar adicionado à fruta, ou passas ou sultanas mais doces. Os moradores costumam se referir ao bolo Chorley como "Fly Pie". 

## Sad Cake
Também relacionado ao bolo Chorley está o "Sad Cake" de East Lancashire, feito com uma receita semelhante. Foi encontrado nas áreas de Darwen, Blackburn, Accrington, Burnley, Colne, Nelson e Padiham e em toda a área de Rossendale.
O Sad cake geralmente tem até 12 polegadas (30 cm) de diâmetro, em oposição ao bolo Chorley sendo de 3 a 5 polegadas (8 a 12 cm). É feito estendendo a massa e deixando passar passas e/ou groselhas uniformemente sobre ela, depois dobrando-a em vários lados e desenrolando-a novamente no tamanho desejado. O sad cake geralmente é redondo, mas pode ser quadrado.
Foi então cortado em seções triangulares semelhantes a uma seção de pão de ló e foi uma adição regular na lancheira de um trabalhador (a refeição inteira era conhecida como ensacamento, encaixe ou embalagem). O sad cake era um recheio para comer depois dos sanduíches ou como um lanche separado durante o dia de trabalho nas fábricas de algodão e minas de carvão de Lancashire. Por cima foi colocada uma barra de margarina, manteiga ou mesmo compota. Pode ser comido com sanduíches de geléia e queijo Lancashire macio e friável.

## Bolo Chorley Street Fair
A “Chorley Cake Street Fair” de outubro, reiniciada em 1995, promove os bolos, com um concurso para confeiteiros locais para produzirem o maior bolo Chorley de todos os tempos.